# I lunghi capelli della morte
I lunghi capelli della morte è un film del 1964 diretto da Antonio Margheriti, con lo pseudonimo di Anthony Dawson.

## Trama
1499, alla fine del XV secolo, in un villaggio, un monaco con dei soldati si recano in una cella dove è rinchiusa con l'accusa di stregoneria Adele Karnstein.
La donna ha due figlie: la più piccola di nome Lisabeth e la più grande Helen, sorellastre, che nessuno ha mai visto al castello.
Ma è proprio quest'ultima a rivelarsi per quello che è al conte Humboldt, dicendo di graziare la madre, accusata ingiustamente dell'omicidio del fratello Franz.
Lei stessa sospetta che si tratti di qualcun altro del castello con ben maggiori interessi a vederlo morto.
Il conte accetta ma dice che ancora c'è tempo e che senza di lui non possono giustiziarla; in cambio la donna, di nome Helen Rochefort, dovrà donarsi a lui.

Un'altra scena con Barbara Steele

Di lì a poco, però, senza aspettare l'ordine del conte, la strega viene portata fuori e si dà inizio al rogo per ordine del figlio del conte, Kurt.
Una serva del castello, di nome Grumalda, è stata costretta persino a portare la piccola Lisabeth a vedere l'esecuzione della madre, che grida incessantemente di essere innocente.
Immersa tra le fiamme, Adele manda la sua maledizione dicendo che la peste colpirà il villaggio e che gli Humboldt moriranno nell'ultimo giorno del secolo.
Helen a questo punto è costretta a scappare, ma il conte la raggiunge e la fa cadere da un dirupo sul fiume sottostante.
Grumalda prende con sé le ceneri della strega e le mette insieme al corpo di Helen (la cui identità non era conosciuta) per seppellirlo e per dare un luogo di preghiera alla piccola Lisabeth.
La bambina cresce e somiglia sempre di più alla madre; intanto al villaggio è giunta la peste e Kurt, durante una lite con il padre, gli rivela che fu lui ad uccidere lo zio Franz, per fare in modo di avere l'eredità.
Il vecchio padre decide allora di rinnegare Kurt, il quale intanto si è innamorato della giovane Lisabeth. Sotto consiglio di Von Klage, preoccupato ancora della maledizione della vecchia strega, il conte acconsente al matrimonio tra Kurt e Lisabeth.
Il 31 dicembre 1499 la peste imperversa e il popolo decide di assaltare il castello. Un forte temporale si scatena nella zona e un fulmine colpisce la tomba in cui era seppellito il corpo di Helen, che risorge.
Durante la Messa, Helen appare alla porta della chiesa e il vecchio conte, riconosciutola, muore di crepacuore. Helen sviene e viene accolta nel castello e, risvegliatasi, dice che non si ricorda nulla e si presenta come Mary.
Ben presto Kurt si innamora di Mary: per tenerla con sé avvelena il messaggero che doveva portare un suo messaggio da un nobile presso cui avrebbe dovuto trovare alloggio.
Sempre più accecato dall'amore nei suoi confronti, la convince ad avvelenare anche Lisabeth. Fuori la peste finisce e, per festeggiare, viene preparato, su ordine di Von Klage, un fantoccio raffigurante la Morte.
Vengono tagliati i capelli (simbolo della caducità dei beni umani) dei sopravvissuti alla peste e messi sul fantoccio.
Kurt intanto comincia ad avere delle visioni e, in particolare, comincia a rivedere Lisabeth viva. Finito nella cripta di famiglia, trova un cadavere dove era seppellita Lisabeth, ma subito dopo vede Lisabeth.
Spaventato a morte, cerca di scappare, ma il fantasma di Mary gli spiega tutto, dicendogli che fin dall'inizio ha fatto di tutto per aiutare la sorellastra, che in verità non è mai morta.
Mary riesce poi a far andare Kurt prima davanti al fantoccio e poi a spingerlo dentro dove viene immediatamente imbavagliato e bloccato.
Gli uomini di Von Klage, per completare l'opera, portano la falce e la mettono in mano al fantoccio.
Lo portano poi in piazza, Kurt non può urlare il suo terrore. La stessa Lisabeth, unica nel villaggio a sapere la verità,  gli dà fuoco.

## Produzione
La pellicola venne girata in gran parte al Castello Massimo di Arsoli, in provincia di Roma.

## Accoglienza

### Incassi
I lunghi capelli della morte incassò circa 321 milioni di lire italiane.